# Warriorz
Warriorz jest czwartym studyjnym albumem amerykańskiego zespołu hip-hopowego M.O.P. Został wydany w 2000 roku nakładem dwóch wytwórni Loud i Relativity. Warriorz jest najbardziej udanym albumem M.O.P., zadebiutował na 65. miejscu Billboard 200 i jest najlepiej sprzedającym się.

## Lista utworów
1. "Premier Intro" 1:34
2. "Welcome to Brownsville" 3:59
3. "Everyday" 4:50
4. "Ante Up (Robbing-Hoodz Theory)" 4:08
5. "Face off 2k1" 4:06
6. "Warriorz" 4:43
7. "G Building" 3:36
8. "Old Timerz" 3:50
9. "On the Front Line" 3:06
10. "Nig-Gotiate" 2:26
11. "Follow Instructions" 5:03
12. "Calm Down" 3:39
13. "Power" 4:30
14. "Home Sweet Home"	 3:58
15. "Background Niggaz" 3:54
16. "Cold as Ice" 4:04
17. "Operation Lockdown" 4:05
18. "Roll Call" 4:03
19. "Foundation" 3:42

## Album na listach

### Listy tygodniowe
| Kraj              | Lista                  | Pozycja |
| ----------------- | ---------------------- | ------- |
| Stany Zjednoczone | Billboard 200          | 25      |
| Stany Zjednoczone | Independent Albums     | 2       |
| Stany Zjednoczone | Top R&B/Hip-Hop Albums | 5       |